# Clinterocera anthracina
Clinterocera anthracina är en skalbaggsart som beskrevs av Heller 1897. Clinterocera anthracina ingår i släktet Clinterocera och familjen Cetoniidae. Inga underarter finns listade i Catalogue of Life.